# Posiadanie piłki
Ten artykuł opisuje zagadnienie koszykarskie zgodne z normami FIBA.
Zasady w ligach NBA, NCAA lub innych mogą różnić się od tutaj przedstawionych.

## Posiadanie piłki przez zawodnika
Posiadanie piłki przez zawodnika – jest to stan w którym zawodnik:
- trzyma piłkę;
- kozłuje piłkę;
- ma w swojej dyspozycji żywą piłkę[1].

## Posiadanie piłki przez drużynę
Posiadanie piłki przez drużynę – to stan, który rozpoczyna się, gdy zawodnik tej drużyny posiada piłkę.
Posiadanie piłki przez drużynę trwa, gdy:
- zawodnik danej drużyny posiada piłkę;
- następuje podanie piłki między zawodnikami danej drużyny[2].

Posiadanie piłki przez drużynę kończy się, gdy:
- przeciwnik posiada piłkę;
- piłka staje się martwa;
- piłka traci kontakt z dłońmi zawodnika, w momencie wykonywania przez niego rzutu[3].

## Rozpoczęcie posiadania piłki w przypadku opóźniania gry

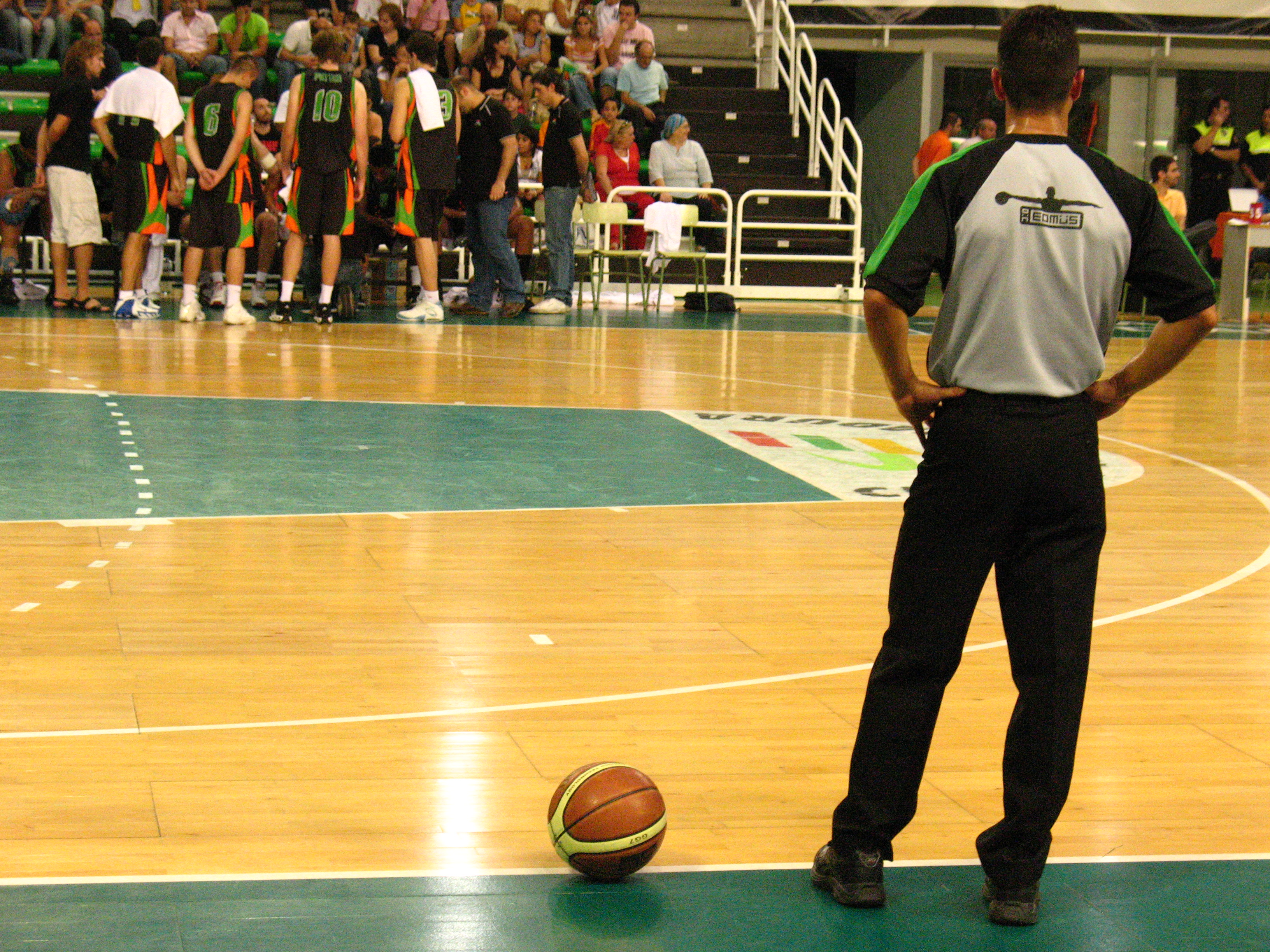
Sędzia rozpoczął posiadanie piłki przez drużynę, kładąc piłkę w pobliżu miejsca wprowadzenia, gdyż ocenił, że zawodnicy celowo opóźniają rozpoczęcie gry.

Zazwyczaj w sytuacji wprowadzania piłki z autu lub rzutów wolnych sędzia podaje piłkę do rąk zawodnika. Jednak zgodnie z przepisami zawodnik nie musi trzymać piłki by rozpocząć posiadanie, gdyż posiadanie piłki przez drużynę rozpoczyna się, kiedy zawodnik tej drużyny jest w posiadaniu żywej piłki trzymając ją lub kozłując, albo kiedy ma żywą piłkę w swojej dyspozycji. Ten ostatni przypadek umożliwia sędziemu, który (w swojej ocenie) stwierdza, że zawodnik celowo opóźnia procedurę wznowienia gry, położenia piłki na podłodze w miejscu jej wprowadzenia lub w pobliżu linii rzutów wolnych. W ten sposób piłka stanie się żywa, mimo braku kontaktu z zawodnikiem.